# Réactif de Rosenthal

Structure générale des réactifs de Rosenthal dérivés de titanocène à gauche et de zirconocène à droite.

Un réactif de Rosenthal est un complexe de zirconocène Cp2ZrII ou de titanocène Cp2TiII et de bis(triméthylsilyl)acétylène (CH3)3SiC≡CSi(CH3)3 ; des ligands supplémentaires tels que la pyridine ou le THF sont fréquemment coordonnés à l'atome métallique central. Les substances à base de zirconium coordonné à la pyridine forment un solide noir tirant sur le violet avec un point de fusion de 125 à 126 °C,. Avec le titanocène, on obtient des cristaux jaune doré ayant un point de fusion de 81 à 82 °C. Ces réactifs permettent de stabiliser le titanocène et le zirconocène en conditions modérées. Ces réactifs tirent leur nom du chimiste allemand Uwe Rosenthal (de) dont l'équipe a publié l'existence en 1995.

## Synthèse et applications
On peut obtenir ces réactifs par réduction de dichlorure de zirconocène Cp2ZrCl2 ou de titanocène Cp2TiCl2 avec du magnésium en présence de bis(triméthylsilyl)acétylène (CH3)3SiC≡CSi(CH3)3 dans le THF. Le produit obtenu à partir d'un titanocène peut être représenté par les mésomères A et B ci-dessous ; des ligands supplémentaires sont nécessaires pour stabiliser la structure dans le cas d'un zirconocène. 
L'emploi principal de ces réactifs est la synthèse de structures organiques difficilement accessibles telles que macrocycles et hétérométallacycles (en), qu'il devient possible d'obtenir avec des rendements élevés,.
Les réactifs de Rosenthal sont couramment utilisés à la place des réactifs de Negishi Cp2Zr(η2-butène) pour générer des fragments de zirconocène en raison d'avantages déterminants. Ils sont stables à température ambiante et peuvent être conservés indéfiniment sous atmosphère inerte. Ils permettent un contrôle bien plus fin de la stœchiométrie des réactions, notamment parce que les structures de Negishi sont trop instables pour être formées quantitativement. Des réactions stoechiométriques et catalytiques peuvent être réalisées et influencées par l'utilisation de différents ligands, métaux et substituants de substrat. Des réactions stoechiométriques et catalytiques peuvent être réalisées et influencées par l'utilisation de différents ligands, métaux et substituants des substrats. Alors qu'une subtitution dissociative (en) a été observée pour les complexes de titane, c'est une substitution associative (en) qui a été observée pour les complexes de zirconium. L'utilisation de ces complexes organométalliques avec différents substrats appropriés tels que composés carbonylés, dérivés de l'acétylène, imines, azoles, etc. conduit souvent à de nouveaux types de liaisons et à de nouvelles réactivités,.